# Maria la Bailadora
Maria la Bailadora, född okänt år, död efter 1571, var en spansk soldat. Hon deltog i slaget vid Lepanto utklädd till man, något som skildrades även i samtida källor, och var den enda kvinna som deltog vid detta slag. Hon porträtteras i romanen Clash of Empires: The Red Sea av William Napier.